# Рот (нижний приток Дуная)
Рот (нижний приток Дуная) (нем. Roth) — река в Германии, правый приток Дуная. Речной индекс 1154. Протекает по Швабии (земля Бавария).
Образуется в окрестностях Меммингена (район Ландсхут, Бавария).
Впадает в Дунай в окрестностях Нерзингена (район Ной-Ульм).
Длина реки 55,00 км, площадь бассейна 210,82 км². Высота истока 660 м. Высота устья 453 м.